# Gouvernement Eke
Sovaleni 
Le gouvernement Eke est le gouvernement des Tonga depuis le 28 janvier 2025 et dirigé par le Premier ministre ‘Aisake Eke.

## Contexte et formation
Le 9 décembre 2024, après des désaccords avec le roi Tupou VI, le Premier ministre Siaosi Sovaleni démissionne « avec effet immédiat », évitant ainsi une motion de défiance que souhaitait déposer l'opposition menée par ‘Aisake Eke. Le 24 décembre 2024, le Parlement élit ‘Aisake Eke au poste de Premier ministre par seize voix contre huit pour Viliami Latu. Il est investi le 22 janvier 2025, et nomme son gouvernement le 28 janvier.
‘Aisake Eke ne reconduit aucun ministre du gouvernement sortant. Il nomme six députés roturiers à son gouvernement, et utilise par ailleurs la disposition constitutionnelle lui permettant d'intégrer au gouvernement jusqu'à quatre personnalités externes au Parlement. Parmi ces quatre personnes, il nomme deux femmes, Ana ‘Akau‘ola et Sinai Tu‘itahi. Le ministère des Forces armées devant être confié à un membre de la noblesse tongienne, le Premier ministre confie ce portefeuille au prince héritier Siaosi Tukuʻaho. Fait peu habituel, ce dernier est le seul noble au gouvernement. Le gouvernement nommé le 28 janvier est ainsi le suivant,,, :
| Nom | Nom                       | Nom | Fonctions | Parti          | Circonscription |
| --- | ------------------------- | --- | --- | -------------- | --------------- |
|     | ‘Aisake Eke               |     | Premier ministre, Ministre des Finances Ministre des Pêcheries Ministre des Prisons | sans étiquette | Tongatapu 5     |
|     | Taniela Fusimalohi (en)   |     | Vice-Premier ministre, Ministre des Infrastructures, Ministre de la Météorologie, de la Gestion des catastrophes naturelles, de l'Environnement et du Réchauffement climatique, Ministre de l'Énergie, Ministre de l'Information et des Communications | sans étiquette | ʻEua 11         |
|     | le prince Siaosi Tukuʻaho |     | Ministre des Affaires étrangères, Ministre des Forces armées de Sa Majesté | sans étiquette | pas député      |
|     | ʻUhilamoelangi Fasi (en)  |     | Ministre des Terres et des Ressources naturelles, Ministre de l'Éducation | sans étiquette | Tongatapu 2     |
|     | Paula Piukala (en)        |     | Ministre de la Police, Ministre des Services d'urgence, Ministre des Entreprises publiques | Démocrate      | Tongatapu 7     |
|     | Moʻale Finau (en)         |     | Ministre de la Justice, Ministre du Tourisme | Démocrate      | Haʻapai 12      |
|     | Mateni Tapueluelu (en)    |     | Ministre des Recettes publiques et des Douanes | Démocrate      | Tongatapu 4     |
|     | Ana ‘Akau‘ola             |     | Ministre de la Santé | sans étiquette | pas députée     |
|     | Sinaitakala Tu‘itahi      |     | Ministre de l'Intérieur | sans étiquette | pas députée     |
|     | Siosiua Halavatau         |     | Ministre de l'Agriculture et de la Sylviculture | sans étiquette | pas député      |
|     | Kapeli Lanumata           |     | Ministre du Commerce extérieur et du Développement économique | Démocrate      | Tongatapu 10    |